# Coenonympha multiocellaris
Coenonympha multiocellaris är en fjärilsart som beskrevs av Zusanek 1925. Coenonympha multiocellaris ingår i släktet Coenonympha och familjen praktfjärilar. Inga underarter finns listade i Catalogue of Life.